# عامر عمر
عامر عمر (مواليد 7 يونيو 1991، لاعب كرة قدم إماراتي يجيد اللعب في الوسط في نادي دبا الفجيرة.
لعب سابقاً لأندية الوحدة وبني ياس والشارقة و الإمارات و دبا الفجيرة.

## روابط خارجية
- عامر عمر على موقع الاتحاد الدولي (مؤرشف)  (الإنجليزية)
- عامر عمر على موقع قاعدة بيانات كرة القدم.إي يو (الإنجليزية)
- عامر عمر على موقع ناشيونال فوتبول تيمز (الإنجليزية)
- عامر عمر على موقع Soccerway.com (الإنجليزية)